# Prix Léon-Lortie
Pour un article plus général, voir Société Saint-Jean-Baptiste de Montréal.
Le Prix Léon-Lortie est un prix québécois créé en 1987 par la Société St-Jean-Baptiste de Montréal pour honorer une personne qui s'est distinguée dans le domaine des sciences pures ou dans celui des sciences appliquées. Il a été nommé à la mémoire de Léon Lortie.
Sa remise devient triennale à partir de 1991. 

## Liste des lauréats
- 1987 : Fernand Roberge
- 1988 : René Racine
- 1989 : Jules Brodeur
- 1990 : Louis Legendre
- 1991 : Louise Filion
- 1993 : Pierre Deslongchamps
- 1996 : Alain Caillé
- 1999 : non-remis
- 2015 : Pierre Demers (physicien)